# Yeongjo de Joseon
Yeongjo (n. 13 septembrie 1694, Seul, Dinastia Joseon – d. 5 martie 1776, Gyeonghuigung⁠(d), Coreea de Sud), r. 1724–76 a fost al 21-lea rege al  Dinastiei Joseon. A fost al doilea fiu al lui Sukjong, si predecesor al fratelui sau mai in varsta Gyeongjong.

## Domnie
Yeongjo a fost un profund monarh confucianist. Și se spune că a avut o mai bună cunoaștere a clasicilor decât oficialii lui. În timpul domniei lui Yeongjo și a nepotului său, Jeongjo, confucianismul era la apogeu, precum și recuperarea economică din războaiele de la sfârșitul secolului al XVI-lea și începutul secolului al XVII-lea. Conducerea sa a fost numită una dintre cele mai strălucite domnii din toată dinastia Joseon.
Regele a fost, de asemenea, celebru pentru ca l-a prețuit pe  Park Mun-su, care a fost numit ca Amhaeng-eosa sau ca inspector guvernamental secret. Park Mun-Su, care a câștigat marele merit de a înfrânge rebeliunea In-ja, a  arestat multi ofițeri locali corupți în numele regelui.
Singurul eveniment sumbru din timpul domniei lui Yeongjo a fost moartea fiului său, prințul moștenitor Sado. Sado, cel mai probabil a suferit de boli mintale. El a ucis la întâmplare oameni în palat și a fost un deviant sexual. Yeongjo nu putea, prin normele de instanță să-l ucidă pe fiul său cu propria mână și într-o zi fierbinte de august, în 1762, Sado a fost obligat să intre într-un cufăr mare de orez, făcut din lemn. După opt zile, Sado a murit prin sufocare.
Nouă ani mai târziu Yeongjo a murit, iar fiul lui Sado, Jeongjo, a devenit rege. Prima parte a anilor săi de domnie a fost marcată de intrigi politice și teama oficialilor țării. Ei se temeau de Jeongjo, să nu se răzbune pe ei ca pedeapsă pentru moartea tatălui său, prințul moștenitor Sado, pe care au provocat-o. Yeongjo a fost îngropat în mormintele dinastice de la Donggureung.
Yeongjo a fost primul rege ce a luat măsuri împotriva activității catolicismului în țară. În Secolul 18, catolicismul a început să se extindă, în special în provinciile Gangwon și Hwanghae. În 1758, Yeongjo a scos oficial în afara legii catolicismul . Regele este îngropat cu a doua sa soție la mormântul regal Wonneung în orașul Guri.

## Familia
- Tata: Regele Sukjong
- Mama: Nobila Consoarta Regala  Suk din clanul Haeju Choi
- Consoarte:

1. Regina Jeongseong din clanul Daegu Seo ( 정성왕후 서씨; 12 Ianuarie 1693 – 3 Aprilie 1757)[3][4]
2. Regina Jeongsun din clanul Gyeongju Kim ( 정순왕후 김씨; 2 Decembrie 1745 – 11 Februarie 1805)[5]
3. Nobila Consoarta Regala Jeong din clanul Hamyang Yi (정빈 이씨; 1694 – 16 Noiembrie 1721) 
  1. Princess Hwaeok (화억옹주; 22 Aprilie 1717 – 8 Aprilie 1718), prima fiica
  2. Yi Haeng, Prințul Moștenitor Hyojang (효장세자 이행; 4 Aprilie 1719 – 16 Decembrie 1728), primul fiu
  3. Princess Hwasun (화순옹주; 8 Martie 1720 – 17  Ianuarie 1758), a doua fiica
4. Nobila Consoarta Regala Yeong din clanul Jeonui Yi (1696 - 23 august 1764)[6][7]
  1. Prințesa Hwapyong (화평옹주; 27 Aprilie 1727 – 24 Iunie 1748),a treia fiica
  2. A patra fiica (3 August 1728 – 18 Februarie 1731)
  3. A cincea fiica (12 Decembrie 1729 – 21 Martie 1731)
  4. A șasea fiică (1 Ianuarie 1732 – 12 Aprilie 1736)
  5. Princess Hwahyeop (화협옹주; 7 Martie 1733 – 27 Noiembrie 1752), a saptea fiica
  6. Yi Seon, Prințul Moștenitor Sado (사도세자 이선; 13 Februarie 1735 – 12 Iulie 1762), al doilea fiu
  7. Prințesa Hwawan (화완옹주; 9 Martie 1738 – 17 Mai 1808),  a noua fiica
5. Consoarta regală Gwi-in din clanul Pungyang Jo (귀인 조씨; 16 Octobrie 1707 – 1780)
  1. A opta fiica (1735 – 1736)
  2. Printesa  Hwayu (화유옹주; 29 Septembrie 1740 – 21 Mai 1777), a zecea fiica
6. Consoarta regală din clanul Nampyeong Moon (숙의 문씨; ? – 1776)
  1. Printesa Hwaryeong (화령옹주; 1753–1821), a unsprezecea fiică
  2. Printesa Hwagil (화길옹주; 1754–1772), a doisprezecea fiică

## Intregul nume postum
- King Yeongjo Jangsun Jihaeng Sundeok Yeongmo Uiryeol Jang-ui Hong-yun Gwang-in Donhui Checheon Geon-geuk Seonggong Sinhwa Daeseong Gwang-un Gaetae Giyeong Yomyeong Suncheol Geon-geon Gonyeong Baemyeong Sutong Gyeongnyeok Honghyu Junghwa Yungdo Sukjang Changhun Jeongmun Seonmu Huigyeong Hyeonhyo the Great of Korea
- 영조장순지행순덕영모의렬장의홍윤광인돈희체천건극성공신화대성광운개태기영요명순철건건곤영배명수통경력홍휴중화융도숙장창훈정문선무희경현효대왕
- 英祖莊順至行純德英謨毅烈章義洪倫光仁敦禧體天建極聖功神化大成廣運開泰基永堯明舜哲乾健坤寧配命垂統景曆洪休中和隆道肅莊彰勳正文宣武熙敬顯孝大王